# Héloïse
Héloïse (født 1101, død ca. 1164) er kendt for sine breve til Pierre Abélard. De er blandt de bedst kendte vidnesbyrd på tidlig romantisk kærlighed. Héloïse var datter født af den skandaløse forening af Hersint af Champagne (Dame de Montsoreau og grundlægger af Fontevraud-klostret) med Seneschal fra Frankrig Gilbert af Garlande.
Heloïse (alternativt Héloise, Hélose, Heloisa og Helouisa m.m.) var kendt for sit kærlighedsforhold til Abélard, men derudover var hun meget lærd inden for latin, græsk og hebraisk og var kendt for sin intelligens. Vi kender ikke meget til hendes nærmeste familie, bortset fra hentydninger i hendes breve, der antyder at hun kom fra en familie (formodentlig Garlande) med lavere social status end Abélards, som var adelig.
Vi ved, at hun stod under sin onkel Fulberts beskyttelse. Han var kannik i Paris, og at hun som attenårig blev Pierre Abélards discipel. Han var den mest populære lærer og filosof ved universitet i Paris.
I sin selvbiografi (Historia Calamitatum) beskriver Pierre Abélard, hvorledes han forfører Heloïse og bliver gift med hende i hemmelighed, og at hun føder en søn (Astrolabius). Men Heloïses rasende beskytter fik Abélard kastreret og sendte Heloïse i kloster i Argenteuil.
Med tiden blev Heloïse klostrets priorinde. Hun og nonnerne blev dog sendt væk, da andre overtog det. Abélard arrangerede herefter, at de kunne indtræde i Oratorium Paracletensis, et abbedi han selv havde oprettet. Heloïse blev indsat som stedets abbedisse. De fleste af de breve, vi kender fra Heloïse og Abélard, stammer fra denne periode.
Der er uenighed om, hvor deres gravsteder er; både Oratorium Paracletensis og Père-Lachaise i Paris hævder at besidde deres jordiske rester.